# Georg Wilhelm von Hannover
Georg Wilhelm von Hannover, książę Hanoweru, książę Brunszwiku, książę Wielkiej Brytanii i Irlandii (Georg Wilhelm Ernst August Friedrich Axel von Hannover, ur. 25 marca 1915 w Brunszwiku, zm. 8 stycznia 2006 w Monachium) – arystokrata niemiecki, członek dynastii hanowerskiej.

## Życiorys
Był drugim synem Ernsta Augusta III (1887-1953), ostatniego księcia Braunschweig, oraz Wiktorii Luizy (1892-1980), jedynej córki cesarza Wilhelma II. Uczęszczał do prestiżowej szkoły z internatem Schule Schloss Salem w Überlingen. W latach 1948–1959 kierował tą szkołą. Miłośnik jeździectwa, działał w instytucjach sportowych, był członkiem Narodowego Komitetu Olimpijskiego (NOK) oraz Międzynarodowego Komitetu Olimpijskiego (IOC), założycielem szkoły jeździeckiej w Monachium, członkiem reprezentacji sportowej armii niemieckiej.

## Rodzina
Był spokrewniony i spowinowacony z wieloma rodzinami panującymi w Europie. W kwietniu 1946 poślubił księżniczkę grecką i duńską Zofię (1914-2001), córkę księcia Andrzeja, siostrę księcia Filipa (męża Elżbiety II). Z małżeństwa tego urodziło się troje dzieci:
- Welf Ernst August Andreas (1947–1981) ∞ 1969-1981 Wibke van Gunsteren,
- Georg Paul Christian (* 1949) ∞ 1973 Victoria Anne Bee,
- Friederike Elisabeth (* 1954) ∞ 1979 Jerry William Cyr

Książę Georg Wilhelm był m.in. wujem króla Grecji - Konstantyna II oraz królowej Hiszpanii - Zofii. Oboje uczęszczali do kierowanej przez niego szkoły. Bratankiem Georga Wilhelma jest również Ernest August V, trzeci mąż księżniczki Monako – Karoliny.